# Bún bò Huế
O bún bò Huế é um tipo de sopa com massa originária do Vietnã. Ela é típica da região de Hue, no centro do país, e é feita principalmente de uma base de vermicelli de arroz (bún), somada a carne bovina (bò) e diferentes especiarias. O prato costuma ser servido bastante picante.
Hue foi capital do Vietnã de 1802 a 1945, e seu estilo culinário é associado com as influências da família real que ali habitava; a própria cidade é conhecida até os dias atuais como "Cidade Imperial". O bún bò Hué é apreciado por equilibrar sabores de ingredientes picantes, ácidos, salgados e adocicados. O aroma predominante no prato é o de capim-limão.
Comparada com a massa utilizada para fazer phở e bún riêu, os fios de massa do bún bò são mais grossos e de formato mais cilíndrico.

## Características
O bún bò é originário de Hue, a antiga capital do Vietnã. Fora da cidade e de outras áreas da região central do Vietnã, o prato é chamado de bún bò Hué, em homenagem a sua origem geográfica. A base da sopa é preparada cozinhando-se lentamente os ossos e o jarrete bovino, misturado com capim-limão. Ela é então temperada com pasta de camarão e açúcar, e um molho oleoso de pimenta bastante picante é adicionado à medida que o líquido vai cozinhando.
O prato é geralmente completado com finas fatias de jarrete ou carne bovina e com pés de galinha. Ele pode também conter cubos de sangue de porco coagulado, de textura similar ao tofu, que tornam a cor entre um marrom e um vermelho bastante escuro.
Também podem ser usados como ingredientes, na preparação ou como adicionais ao fim do cozimento do bún bò, fatias de lima, coentro, cebolinha-chinesa (nirá) em fatias, cebola picada em cubos, pimentas chilli, flor de bananeira, folhas de bananeira, hortelã, manjericão tailandês, salsa, perilla, Persicaria odorata (rau răm, ou coriandro do Vietnã) e brotos de feijão mungo. Couve finamente fatiada é um substituto aceitável para folhas de bananeira; apesar de não terem sabor similar, a textura das duas é bastante parecida. Molho de peixe e pasta de camarão fermentada também podem ser adicionadas à receita para realçar o sabor.